# マニング (オレゴン州)
マニング（Manning）は、アメリカ合衆国オレゴン州ワシントン郡のサンセット・ハイウェイ（国道26号線／オレゴン州道47号線）沿いに位置する非法人地域である。1865年に同地の所有を主張したマーティン・マニングに因んで名付けられた。1890年にマニング郵便局が開局した。バンクス＝ヴァーノニア州立散策路はマニングを貫いている。